# Torsö, Raseborg
För andra betydelser, se Torsö (olika betydelser).
Torsö är en ö i Finland. Den ligger i kommunen Raseborg i den ekonomiska regionen  Raseborg och landskapet Nyland, i den södra delen av landet, 80 km väster om huvudstaden Helsingfors.
Torsö avgränsas från Degerölandet i norr av "Inre farleden". På 1960-talet förbands Torsö med vägnätet genom en bro över Råströmmen till Skärlandet varifrån en vägfärja går till fastlandet.

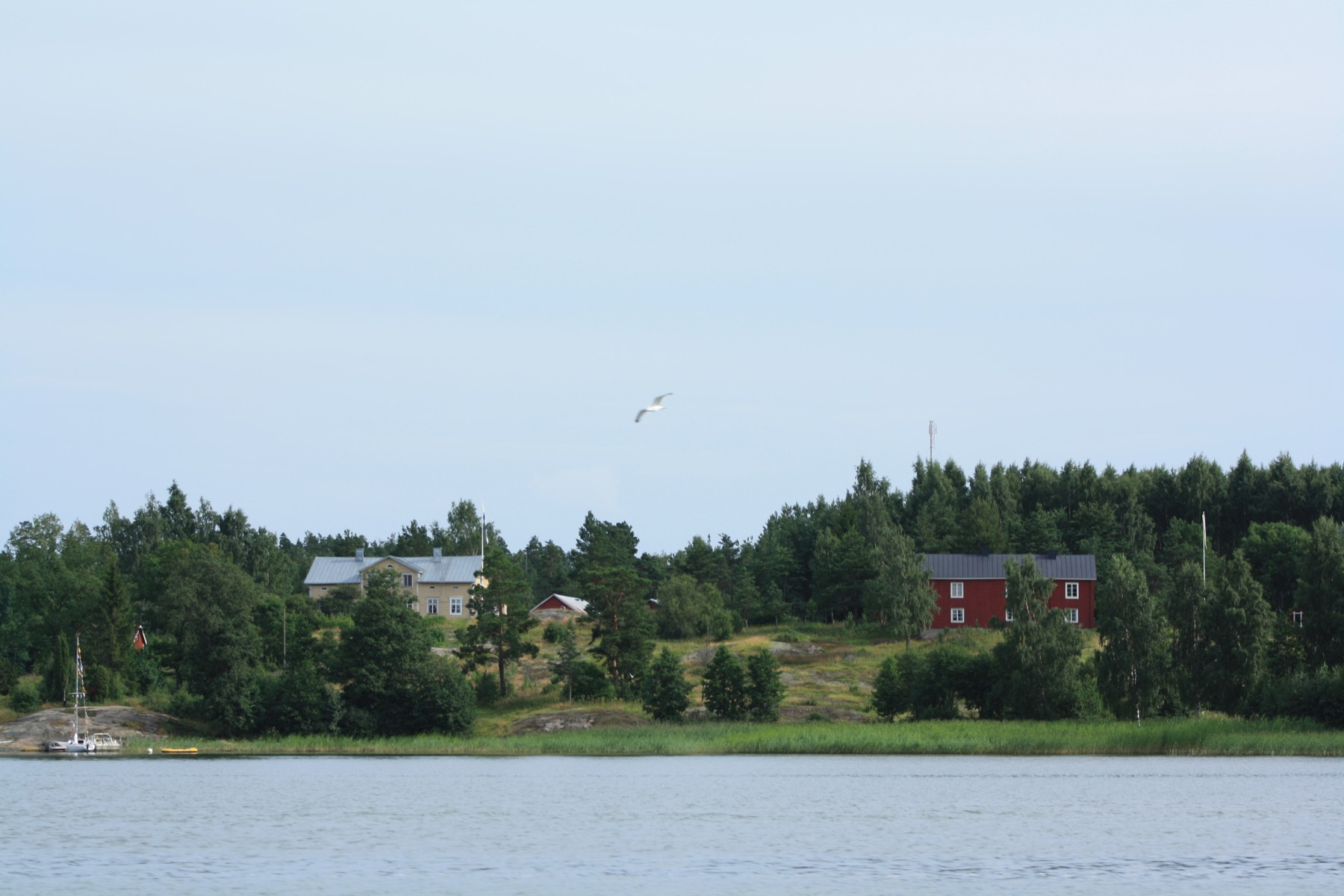
Torsö Västergård och Östergård.